# Jalgaon (Distrikt)
Der Distrikt Jalgaon (Marathi: जळगाव जिल्हा) ist einer von 35 Distrikten des Staates Maharashtra in Indien.
Die Stadt Jalgaon ist Verwaltungssitz des Distrikts. Die letzte Volkszählung im Jahr 2011 ergab eine Gesamtbevölkerungszahl von 4.229.917 Menschen.

## Geschichte
Von vorchristlicher Zeit bis ins Jahr 1345 wurde das Gebiet – wie die ganze Region – von diversen buddhistischen und hinduistischen Herrschern regiert. Der erste namentlich bekannte Staat war das Maurya-Reich, die letzte nichtmuslimische Dynastie waren die Yadava.
Nach einem Feldzug der Truppen des Sultanats Delhi unter dem Kommando von Ala-ud-din wurde die Region muslimischen Regenten tributpflichtig. 1318 verwüsteten muslimische Heere nach Einstellung der Tributzahlungen die Gegend. Von 1345 bis ins Jahr 1760 herrschten verschiedene muslimische Dynastien (Tuglukh, Bahmani – effektiv ihre Statthalter, die Farukis – Dekkan-Sultanate, die Großmoguln und der Nizam von Hyderabad). Durch den Sieg der Marathen in der Schlacht von Bhalki geriet das Gebiet 1760 unter die Herrschaft der Marathen.
Nach der Niederlage der Marathen begann am 3. Juni 1818 die Kolonialzeit für die Gegend mit der Übergabe an die Britische Ostindien-Kompanie. Der Distrikt gehörte zur Region Khandesh innerhalb der Central Division der Präsidentschaft Bombay. Nach der Teilung des Distrikts Khandesh 1906 erhielt der heutige Distrikt Jalgaon den Namen Ost-Khandesh (East Khandesh). Mit der Unabhängigkeit Indiens 1947 und der Neuordnung des Landes wurde es 1950 Teil des neuen Bundesstaats Bombay. Im Jahre 1960 wurde Bombay geteilt und das Gebiet kam zum neu geschaffenen Bundesstaat Maharashtra. Seit dem 21. Oktober 1960 trägt der Distrikt den heutigen Namen.

## Bevölkerung

### Bevölkerungsentwicklung
Wie überall in Indien wächst die Einwohnerzahl im Distrikt Jalgaon seit Jahrzehnten stark an. Doch verlangsamte sich das Wachstum in den Jahren 2001–2011 im Vergleich zu 1901–1991 auf rund 15 Prozent (14,86 %). In diesen zehn Jahren nahm die Bevölkerung dennoch um fast 550.000 Menschen zu. Die genauen Zahlen verdeutlicht folgende Tabelle:

### Bedeutende Orte
Einwohnerstärkste Ortschaft des Distrikts ist der Hauptort Jalgaon. Weitere bedeutende Städte mit einer Einwohnerschaft von mehr als 40.000 Menschen sind Bhusawal, Chalisgaon, Amalner, Chopda, Pachora und Jamner. Die städtische Bevölkerung macht nur 31,74 Prozent der gesamten Bevölkerung aus.

### Bevölkerung des Distrikts nach Bekenntnissen
Eine klar überwiegende Mehrheit von rund 83 Prozent der Bevölkerung sind Hindus. Zahlenmäßig bedeutende Minderheit sind die Muslime und Buddhisten. Die genaue religiöse Zusammensetzung der Bevölkerung zeigt folgende Tabelle:
| Jahr                                | Buddhisten | Buddhisten | Christen | Christen | Hindus    | Hindus  | Jainas | Jainas | Muslime | Muslime | Sikhs | Sikhs  | Andere | Andere | keine Angaben | keine Angaben | Total     | Total    |
| Jahr                                | Zahl       | %          | Zahl     | %        | Zahl      | %       | Zahl   | %      | Zahl    | %       | Zahl  | %      | Zahl   | %      | Zahl          | %             | Einwohner | %        |
| ----------------------------------- | ---------- | ---------- | -------- | -------- | --------- | ------- | ------ | ------ | ------- | ------- | ----- | ------ | ------ | ------ | ------------- | ------------- | --------- | -------- |
| 2001                                | 126.136    | 3,43 %     | 5.424    | 0,15 %   | 3.049.368 | 82,80 % | 27.369 | 0,74 % | 455.288 | 12,36 % | 2.758 | 0,07 % | 8.344  | 0,23 % | 8.003         | 0,22 %        | 3.682.690 | 100,00 % |
| Quelle: Volkszählung in Indien 2001 |            |            |          |          |           |         |        |        |         |         |       |        |        |        |               |               |           |          |

### Bevölkerung des Distrikts nach Sprachen
Eine Mehrheit von beinahe 62 Prozent der Bevölkerung spricht Marathi. Es gibt einige größere Minderheiten. Bedeutende sprachliche Minderheiten mit mehr als 100.000 Muttersprachlern sind Ahirani (eine Khandeshi-Sprache), Urdu und Hindi (mit Hindi-Dialekten 353.000 Personen). Banjari (ein Hindi-Dialekt), Marwari (ein Rajasthani-Dialekt), Bhili/Bhilodi, Sindhi (23.780), Gujarati (22.535), Pawari/Powari (ein Hindi-Dialekt;15.241), Pawri/Pauri (11.830), Gujrao/Gujrau (ein Gujarati-Dialekt;11.507) und Gujari (eine Kandeshi-Sprache;10.153)werden von jeweils über 10.000 Menschen als Muttersprache gesprochen. Die genaue sprachliche Zusammensetzung der Bevölkerung zeigt folgende Tabelle:
| Jahr                                | Marathi   | Marathi | Ahirani | Ahirani | Urdu    | Urdu   | Hindi   | Hindi  | Banjari | Banjari | Marwari | Marwari | Bhili/Bhilodi | Bhili/Bhilodi | Andere  | Andere | Total     | Total    |
| Jahr                                | Zahl      | %       | Zahl    | %       | Zahl    | %      | Zahl    | %      | Zahl    | %       | Zahl    | %       | Zahl          | %             | Zahl    | %      | Einwohner | %        |
| ----------------------------------- | --------- | ------- | ------- | ------- | ------- | ------ | ------- | ------ | ------- | ------- | ------- | ------- | ------------- | ------------- | ------- | ------ | --------- | -------- |
| 2001                                | 2.280.348 | 61,92 % | 581.125 | 15,78 % | 289.971 | 7,87 % | 169.756 | 4,61 % | 90.482  | 2,46 %  | 56.957  | 1,55 %  | 38.920        | 1,06 %        | 175.131 | 4,76 % | 3.682.690 | 100,00 % |
| Quelle: Volkszählung in Indien 2001 |           |         |         |         |         |        |         |        |         |         |         |         |               |               |         |        |           |          |